# Klimov

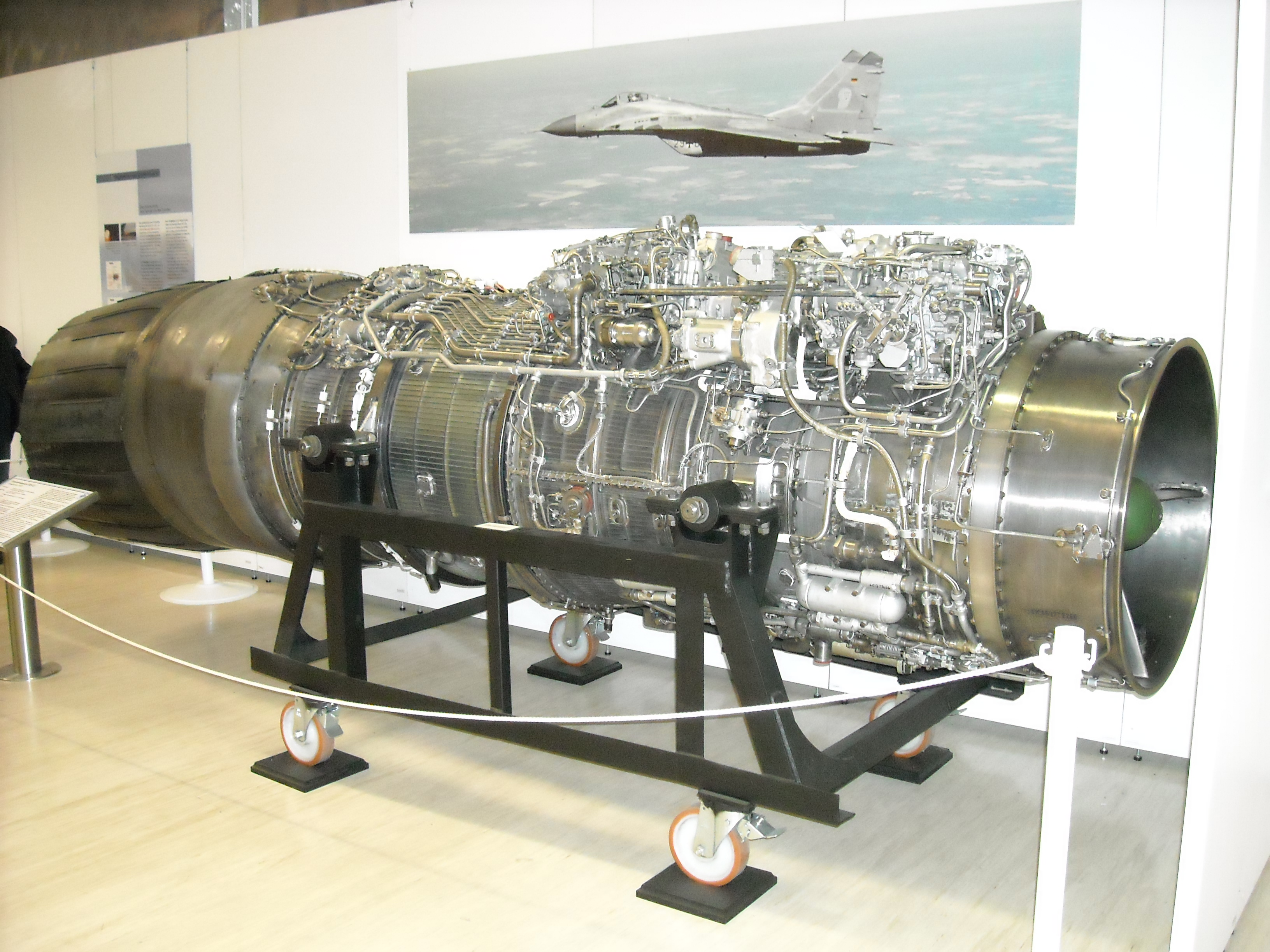
Klimov RD-33 turbofan voor een Mikojan-Goerevitsj MiG-29

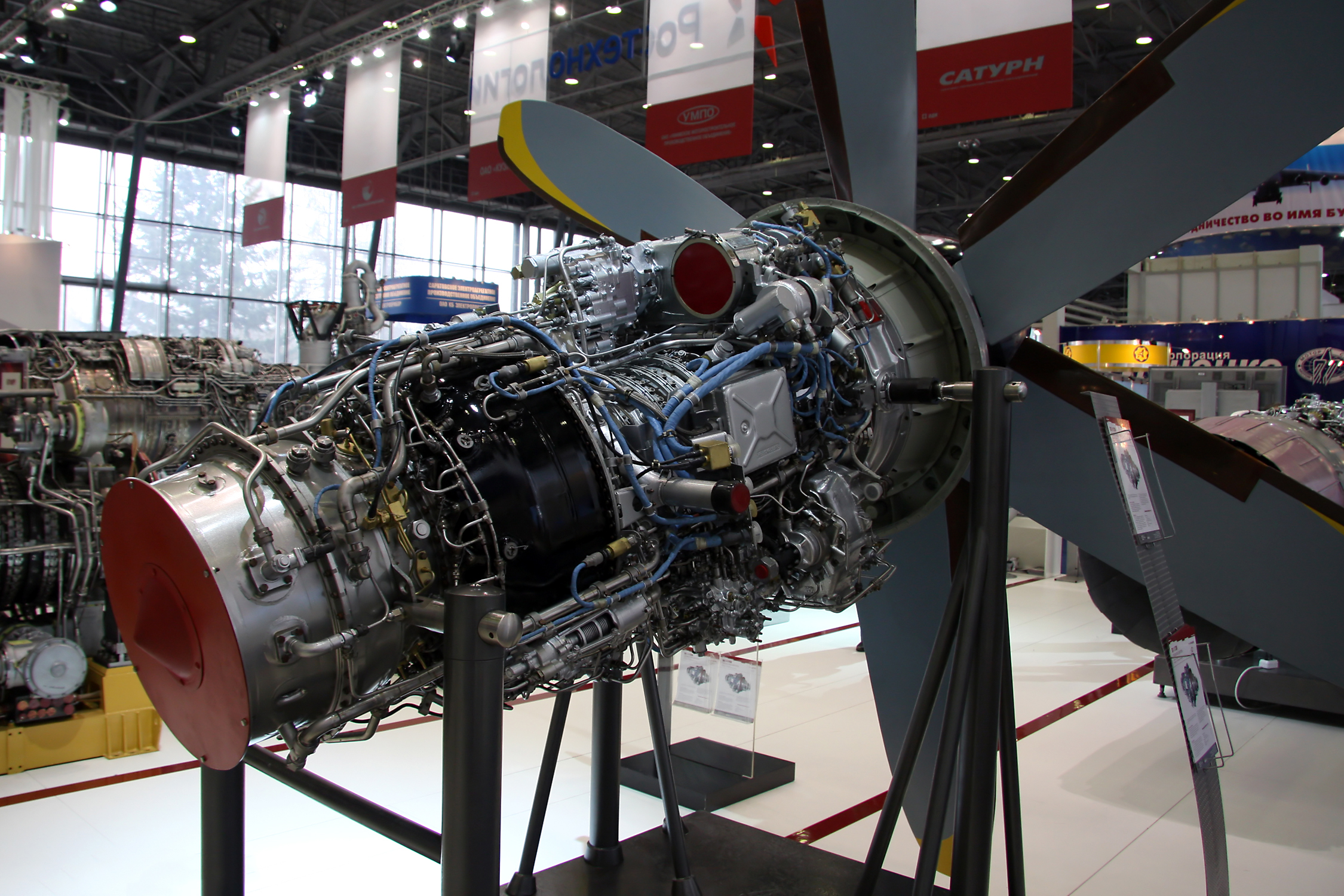
Klimov TV7-117 turboshaft

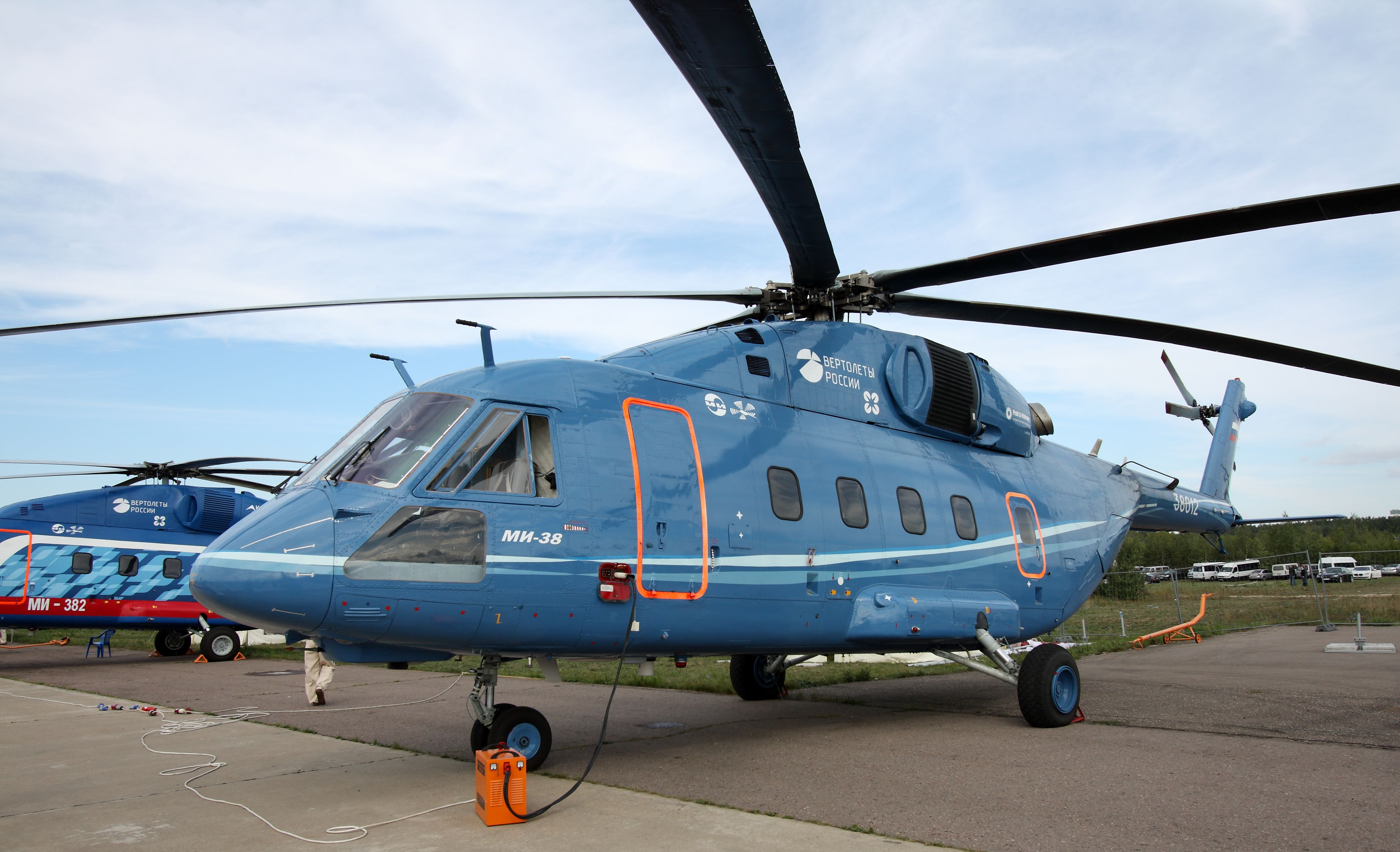
Mi-38 met TV7-117

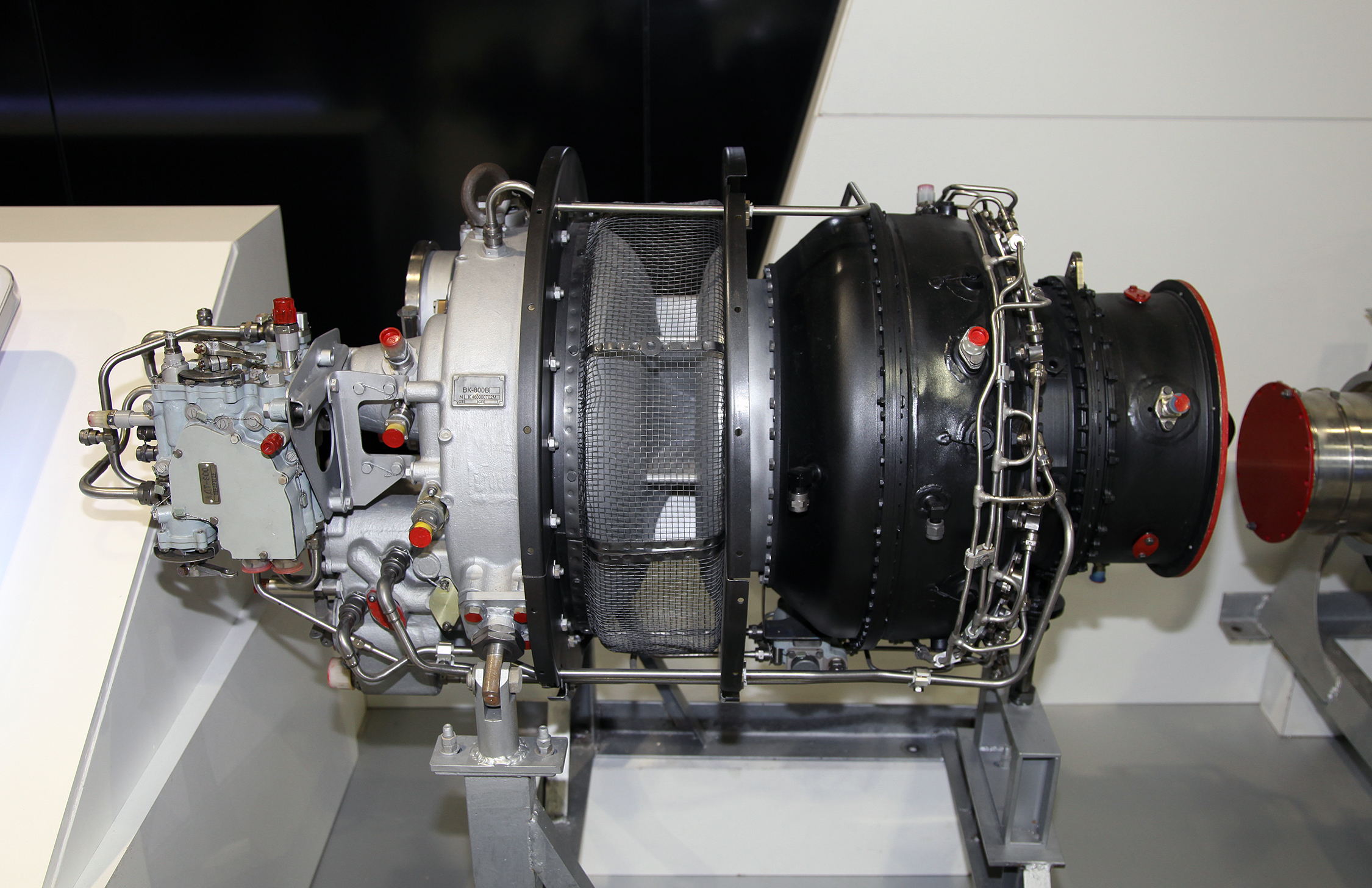
VK-800 turboshaft

Klimov (Russisch: ФГУП – Завод имени В.Я. Климова, FGUP – Savod imeni V.Ja. Klimova) is een fabriek in de voormalige Sovjet-Unie van vliegtuigmotoren, gasturbines, overbrengingen en auxiliary power units voor vliegtuigen en helikopters.
Klimov bouwde motorfietsen. Het is ontstaan uit het experimenteel constructiebureau van Vladimir Jakovlevitsj Klimov (1892–1962) in Sint-Petersburg.
Het stond ook bekend als Vliegtuigreparatiefabriek aviazavond ARZ 117.
Klimov bouwde vliegtuigmotoren naar voorbeeld van Renault.
Rond 1930 bouwde Klimov de watergekoelde Hispano-Suiza 12Y V-12 zuigermotor in licentie.
In 1946 verkocht Rolls-Royce plc Rolls-Royce Nene en Rolls-Royce Derwent V turbojets aan de Sovjet-Unie.
Klimov OKB zette de ontwerpen om naar het metrisch stelsel als de Klimov VK-1 en de Klimov RD-500.

## Zuigermotoren
- M-100 :Hispano-Suiza 12Y gebouwd in licentie
- Klimov M-103 verbeterde M-100
- Klimov M-105 verbeterde M-103, in de Tweede Wereldoorlog hernoemd als VK-105 naar Vladimir Klimov
- Klimov M-110
- Klimov M-120 prototype lijnmotor met 18 cilinders in drie M-103A blokken in een omgekeerde Y
- Klimov VK-106 prototype M-105 voor lage vlieghoogtes
- Klimov VK-107
- Klimov VK-108 prototype van de VK-107 met 1850 pk bij opstijgen
- Klimov VK-109
- Klimov VK-110
- Klimov VK-150

## Gasturbines
- RD-10
- Klimov RD-33
- Klimov VK-10M 22 97,87 – 107,647 kN)
- RD-35
- Klimov VK-1
- Klimov GTD-350
- Klimov RD-500 kopie van Rolls-Royce Derwent V
- Klimov TV2-117 door Isotov gebouwd tussen 1959 en 1964
- Klimov TV3-117 voor Mil- en Kamov-helikopters, turboprop voor de An-140, Mikojan-Goerevitsj MiG-110, Be-32K
- Klimov TV7-117 Turboprop voor vliegtuigen
- Klimov TV17-117
- Klimov VK-1
- Klimov VK-3 turbojet
- VK- (and TV-) turbojets turbofan, gas turbines, turboprop turboshafts
- Klimov VK-13 turbojet turbofan
- TR3-117 turbojet voor Toepolev Tu-143
- Klimov VK-800
- Klimov VK-1500 afgeleid van TV3-117
- Klimov VK-2500 verbeterde TV3-117
- Klimov VK-650 turboshaft voor Ka-226 en  Ka-62
- Klimov PDV-4000 3 – 3,8 MW turboshaft, turboprop

- VK-3000
- VK-3500
- VK-5000
- VK-6000
- GTU-18P gasturbine
- GTU-14F gasturbine
- GTU-24R gasturbine
- GTU-28N gasturbine
- GTD-1000T
- GTD-1250
- GTD-1400
- GTD-1500

## Auxiliary power units
- GTDE-117
- VK-100
- VK-150